# Луппов, Павел Николаевич
Па́вел Никола́евич Лу́ппов (22 октября [3 ноября] 1867, с. Усть-Чепца, Вятская губерния — 2 февраля 1949, Ленинград) — российский и советский историк, вятский краевед. Доктор исторических наук. Заслуженный деятель науки Удмуртской АССР. Брат А. Н. Луппова.

## Биография

Дом Лупповых в селе Усть-Чепца.

П. Н. Луппов родился 22 октября (3 ноября) 1867 года в селе Усть-Чепца Вятской губернии (ныне в черте города Кирово-Чепецка).
Его отец, Николай Федотович Луппов (1844—1896), окончив Вятскую духовную семинарию (1887), наследовал приход диакона Василия Александровича Питиримова (1820—1862), женившись на его дочери Марии (1843—1920). Мария Васильевна, которая была неграмотной, вырастила семерых детей и трёх сирот-племянниц.
Все дочери Н. Ф. Луппова — Мария (1871—1942), Клавдия (1873—1944), Антонина (1877—1967) и Анна (рожд. 1878) — получили среднее образование (окончили Вятское Епархиальное женское училище) и впоследствии работали учителями в сельских школах. Сыновья — Александр (1864—1931), Павел и Арсений (1869—1940) — получили высшее образование.
Окончив в этом же селе земскую начальную школу, затем Вятское духовное училище и Вятскую духовную семинарию, П. Н. Луппов поступил учиться в Казанскую духовную академию. Проучившись 2,5 года, в 1890 году он был исключён за участие в нелегальных студенческих кружках, после чего возвратился в Вятку и принял участие в подворной переписи крестьянских хозяйств северных волостей Сарапульского уезда, во время которой близко познакомился с условиями жизни и быта удмуртов.
В 1895 году окончил Вятское епархиальное училище, после чего работал в Вятском синодальном училищном совете (1896—1917). В 1913 году стал доктором церковной истории. Защита диссертации затянулась по причине участия П. Н. Луппова в «Мултанском деле», где он наряду с В. Г. Короленко выступил с компетентными аргументами против существования у удмуртов человеческих жертвоприношений. В ходе «Мултанского дела» П. Н. Луппов напечатал в газетах 8 статей, сделал несколько заметных докладов и в значительной мере способствовал вынесению оправдательного приговора в адрес удмуртских крестьян.
В сентябре 1918 года П. Н. Луппова приглашают на работу в Московское областное архивное управление, вскоре преобразованное в Главное управление архивным делом. После возвращения по семейным обстоятельствам в 1919 году в Вятку П. Н. Луппова утверждили в должности председателя Вятского губернского архивного комитета. Параллельно он выполнял обязанности представителя Российской книжной палаты по Вятской губернии (наблюдение за направлением в неё установленного числа всех печатающихся изданий).
С 1919 по 1930 годы П. Н. Луппов являлся преподавателем истории края и этнографии в Вятском педагогическом институте. Его научно-исследовательская работа в это время была связана с открытым в 1922 году в Вятке НИИ краеведения, где он трудился до 1941 года, а также с руководимым им с 1923 года Вятским историческим обществом. До ликвидации общества в 1930 году (в ходе политического разгрома краеведения) П. Н. Луппов подготовил 32 доклада по всем темам своей научной работы. С 1925 года создавался обобщающий труд по истории удмуртского народа.
5 мая 1945 года ему присвоено почётное звание «Заслуженный деятель нayки УАССР».
В январе 1947 года П. Н. Луппов переехал к семье в Ленинград. 2 февраля 1949 года на 82 году жизни учёный скончался.
Автор 250 работ по истории удмуртского народа, Вятской земли, источниковедению, демографии и просвещению в Вятском крае. Доктор исторических наук (1944).

## Семья

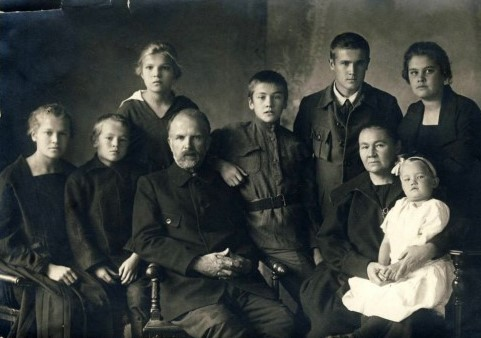
Павел Николаевич Луппов, Нина Михайловна Луппова и их дети, Вятка, нач. 1920-х г.г.

14 (27) января 1901 года П. Н. Луппов женился на Нине Михайловне Каринской (1878—1957), дочери известного русского философа и логика М. И. Каринского. В этом браке у них родились несколько детей, среди них Сергей (1910—1988) — известный архивист, библиограф и краевед, а также Николай (1904–1975) — доктор геолого-минералогических наук, профессор, заслуженный деятель науки Туркменистана.

## Награды
- Заслуженный деятель науки Удмуртской АССР (1945)

## Память
В 1992 году на его родине, в городе Кирово-Чепецке, на месте, где когда-то стоял дом Лупповых, установили мемориальную доску.